# Arenaria jamesoniana
Arenaria jamesoniana är en nejlikväxtart som beskrevs av Paul Rohrbach. 
Arenaria jamesoniana ingår i släktet narvar och familjen nejlikväxter. Inga underarter finns listade i Catalogue of Life.